# Charlie Sheringham
Charles Edward Charlie Sheringham (n. 17 aprilie 1988, Chingford, Londra, Anglia) este un fotbalist englez ce evoluează la AFC Bournemouth.